# Trianglen (København)
 Der er for få eller ingen kildehenvisninger i denne artikel, hvilket er et problem. Du kan hjælpe ved at angive troværdige kilder til de påstande, som fremføres i artiklen.

 For alternative betydninger, se Trianglen. (Se også artikler, som begynder med Trianglen)
Trianglen, navngivet efter den trekantede form, er en plads på Østerbro i København.

## Historie
I det 19. århundrede var Trianglen holdeplads for kapervogne, som kørte københavnerne ud til Dyrehaven, og flere af pladsens restauranter stammer tilbage fra den tid hvor de betjente kaperkuskene. Centralt på pladsen står den forhenværende sporvognsventesal, som nu er omdannet til offentlige toiletter, i folkemunde kaldet Bien. Den blev opført i 1907 med Peder Vilhelm Jensen-Klint som arkitekt og er nu fredet. Kapervognene stoppede omkring 1950, lidt efter anden verdenskrig.
Ud for Østerbrogade 72 findes en mindetavle for styrmand og frihedskæmper Ejler Haubirk, der den 20. oktober 1944 blev skudt ned og dræbt på gaden af Henning Brøndum fra Petergruppen. Han var blevet genkendt på Café Odin, der lå på hjørnet af Odensegade.
I 2019 åbnede Metrocityringen med en station ved navn Trianglen overfor Trianglen, beliggende under museet Enigmas forplads (på det modstående hjørne i forhold til Blegdamsvej/Øster Alle).

## Geografi
De fem veje Østerbrogade, Øster Allé, Blegdamsvej, Odensegade og Nordre Frihavnsgade løber sammen her.
Lille Triangel ligger knap 500 meter sydøst fra Trianglen. Her løber gaderne Østerbrogade, Dag Hammarskjölds Allé, Classensgade, Øster Farimagsgade og Øster Søgade sammen.